# シュガーケーキガーデン
『シュガーケーキガーデン』（原題：翻糖花園）は台湾のテレビドラマ。
2012年2月24日から2012年6月8日まで台湾の中国電視公司で放送された。日本では2012年8月4日から2013年1月26日までDATVで放送された。全24話。

## キャスト
| 役名                          | 俳優名                        | 役柄 |
| ----------------------------- | ----------------------------- | --- |
| ジェン・ミーエン （鄭米恩）   | 簡嫚書 （ジエン・マンシュー） | パティシエ。父親の遺したカフェ（シュガーケーキガーデン）を守っている                                                     |
| パク・ヒファン （朴希煥）     | パク・ジョンミン（SS501）     | CNRグループの後継者だが自覚がなく、父親から逃げるように台湾にやってくる                                                  |
| イェン・ハンシャン （顔瀚祥） | 王傳一 （ワン・チュアンイー） | CNRグループ台湾支社長。ヒファンと異母兄弟だが、祖母には認められていない                                                  |
| チェン・アイリン （陳愛林）   | 李相林 （リー・シャンリン）   | ミーエンの友人。シュガーケーキガーデンのオーナーでスムール・ドゥ・パンの会長令嬢。ケーキ作りが苦手でミーエンに頼っていた |
| タン・ルイ （譚瑞）           | 路斯明 （ルー・スーミン）     | スムール・ドゥ・パンの社長。アイリンの花婿候補だったが、ハンシャンの出現で立場が危なくなる                               |
| リャオ・メイイン （廖美英）   | 陳幼芳 （チェン・ヨウファン） | シュガーケーキガーデンの店長。ミーエンの母親代わり                                                                       |
| グァイリー （怪力）           | 侯筇方 （ホウ・チォンファン） | シュガーケーキガーデンの店員                                                                                             |
| ホイシォン （輝雄）           | 陳衍甫 （チェン・イェンフー） | ミーエンの後輩。シュガーケーキガーデンの店員で、ミーエンが不在のときはケーキ作りを担当                                   |
| コー・チンセン （柯慶森）     | 鄭仲之 （チェン・チョンヂー） | シュガーケーキガーデンの店員                                                                                             |
| ヒファン父 （朴士炫）         | 龐祥麟 （パン・シァンリン）   | CNRグループ会長 |
| ヒファン祖母 （朴奶奶）       | 唐琪 （タン・チー）           | ヒファンとハンシャンの祖母。ヒファンには甘いがハンシャンには冷たくあたる                                                 |
| アイリンの父 （陳香福）       | 李羅 （リー・ルオ）           | アイリンの父。スムール・ドゥ・パン会長                                                                                   |
| アイリンの母 （林嬌嬌）       | 陳玉玫 （チェン・ユーメイ）   | アイリンの母 |

## スタッフ
- 監督 - 張家政（ジャン・ジアジョン）
- 制作総指揮 - 柴智屏（アンジー・チャイ）

## 主題歌
オープニングテーマ
- 『Maybe的機率』

歌 - 大嘴巴（DA Mouth）
エンディングテーマ
- 『愛你』

歌 - 陳芳語（キンバリー・チェン）

## ソフトウェア

### DVD
発売元：カルチュア・パブリッシャーズ

販売元：アミューズソフト
- 「シュガーケーキガーデン DVD-BOXI」（2012年11月7日）
- 「シュガーケーキガーデン DVD-BOXII」（2012年12月5日）

## 日本国内放送局
| 放送地域     | 放送局           | 放送期間                     | 放送日時                         | 放送系列       |
| ------------ | ---------------- | ---------------------------- | -------------------------------- | -------------- |
| 日本全域     | DATV             | 2012年8月4日 - 2013年1月26日 | 毎週土曜 22時00分 - 23時00分     | CS放送         |
| 日本全域     | BS11             | 2013年1月14日 - 2月14日      | 毎週月〜金曜 27時30分 - 28時30分 | BS放送         |
| 中京広域圏   | 名古屋テレビ     | 2013年2月13日 - 8月21日      | 毎週水曜 25時59分 - 26時54分     | テレビ朝日系列 |
| 神奈川県     | tvk              | 2013年5月27日 - 11月25日     | 毎週月曜 20時00分 - 20時55分     | JAITS          |
| 香川県岡山県 | 西日本放送テレビ | 2013年8月30日 -              | 毎週金曜 25時58分 - 26時58分     | 日本テレビ系列 |